# 풍기역
풍기역(Punggi station, 豊基驛)은 경상북도 영주시 풍기읍 서부리에 위치한 중앙선의 철도역이다.
일부 KTX-이음과 모든 ITX-새마을, 무궁화호가 정차한다. 인근에 풍기인삼재래시장, 소백산 및 부석사가 위치해 있어 관광객들이 많이 이용한다.
이 역의 소재지인 영주시 풍기읍의 특산물인 인삼을 홍보하기 위하여 역 광장에 인삼 모양의 조형물이 설치되어 있으며, 역 구내의 급수탑에도 인삼을 홍보하기 위한 그림이 그려져 있다. 급수탑은 한국철도공사 선정 준철도기념물로 지정되었다. 그러나 2021년 1월 5일 중앙선 KTX의 개통에도 불구하고 고상홈은 아직 공사 중이기 때문에 일반열차가 정차하는 저상홈에 정차한다. 현재는 저상홈에 계단을 설치하여 승차하는 형식으로 운영되고 있다.

## 역명 유래
본래 기목진, 기주, 기천이라 하였는데 조선 문종의 태(胎)를 은풍 명봉산에 매안(埋安)함에 따라 은풍의 풍(豊)자와 기천의 기(基)자를 따서 풍기(豊基)라 한데서 비롯되었다.

## 연혁
- 1942년 4월 1일 : 보통역으로 영업 개시[1]
- 1988년 4월 8일 : 현 역사 신축 준공
- 1994년 1월 1일 : 소화물 취급 중지[2]
- 2005년 9월 30일 : 화물 취급 중지
- 2010년 12월 15일 : 새마을호 운행 (평일 왕복 1회, 주말 왕복 2회) 운행 실시, 무궁화호 왕복 1일 감소운행
- 2013년 4월 12일 : 중부내륙순환열차 운행 개시
- 2014년 5월 1일 : 충북종단열차 운행 개시
- 2014년 10월 1일 : 중부내륙순환열차 여객취급 중단
- 2014년 11월 1일 : ITX-새마을 운행 개시
- 2015년 6월 1일 : 중부내륙순환열차 운행 재개
- 2018년 3월 23일 : ITX-새마을 운행 재개
- 2020년 2월 3일 : 중부내륙순환열차 운행 중지
- 2021년 1월 5일 : KTX-이음 운행 개시
- 2022년 6월 30일 : 단양~영주간 복선 개통과 함께 상행선 승강장 사용 개시
- 2022년 11월 5일 : ITX-새마을 운행 재개
- 2023년 12월 29일 : ITX-마음 운행 개시
- 2023년 12월 : 신 역사 영업 개시.

## 역 구조
2면 4선 쌍섬식 승강장으로 운영되고 있다. 고상홈 승강장에는 스크린도어가 설치되어 있다.
| ↑단양           |
| １２ \| ３４ \| |
| 영주↓           |

| １ | 중앙선 |                                  | 사용 안함                                 |
| 2  | 중앙선 | KTX ITX-마음 ITX-새마을 무궁화호 | 동대구 · 제천 · 원주 · 청량리 · 서울 방면 |
| 3  | 중앙선 | KTX ITX-마음 ITX-새마을 무궁화호 | 영주 · 안동 · 부전 방면                   |
| ４ | 중앙선 |                                  | 사용 안함                                 |

## 역 주변
- 영주경찰서 풍기파출소
- 영주소방서 풍기119안전센터
- 풍기북부초등학교
- 경북항공고등학교
- 풍기인삼농협 본점
- 풍기초등학교
- 경상북도립 영주선비도서관 풍기분관

## 인접한 역
| 중앙선           | 중앙선            | 중앙선         |
| ---------------- | ----------------- | -------------- |
| 단양 서울 방면   | KTX 중앙선        | 영주 안동 방면 |
| 단양 청량리 방면 | ITX-새마을 중앙선 | 영주 안동 방면 |
| 단양 청량리 방면 | ITX-마음 중앙선   | 영주 안동 방면 |
| 단양 동대구 방면 | 무궁화 충북선     | 영주 방면      |